# Tramwaje w Los Angeles
Tramwaje w Los Angeles mogą odnosić się do:
- Pacific Electric Railway - (duże czerwone wagony (big red cars)) - dawna międzymiastowa sieć tramwajowa w Greater Los Angeles[1].
- Los Angeles Railway - (żółte wagony (yellow cars)) - nieistniejący już lokalny system tramwajowy, który działał w mieście Los Angeles

i jego najbliższych okolicach.
- Groove Trolley - linia tramwajowa jednotorowa łącząca Farmers Market z The Groove w Los Angeles w dzielnicy Fairfax District, obsługiwana przez tramwaj akumulatorowy[3].
- Port of LA Waterfornt Red Car Line - linia tramwajowa działająca w Los Angeles w dzielnicy San Pedro[4].
- Historic Downtown Los Angeles Streetcar - planowana lokalna sieć tramwajowa w centrum Los Angeles[5]

## Galeria

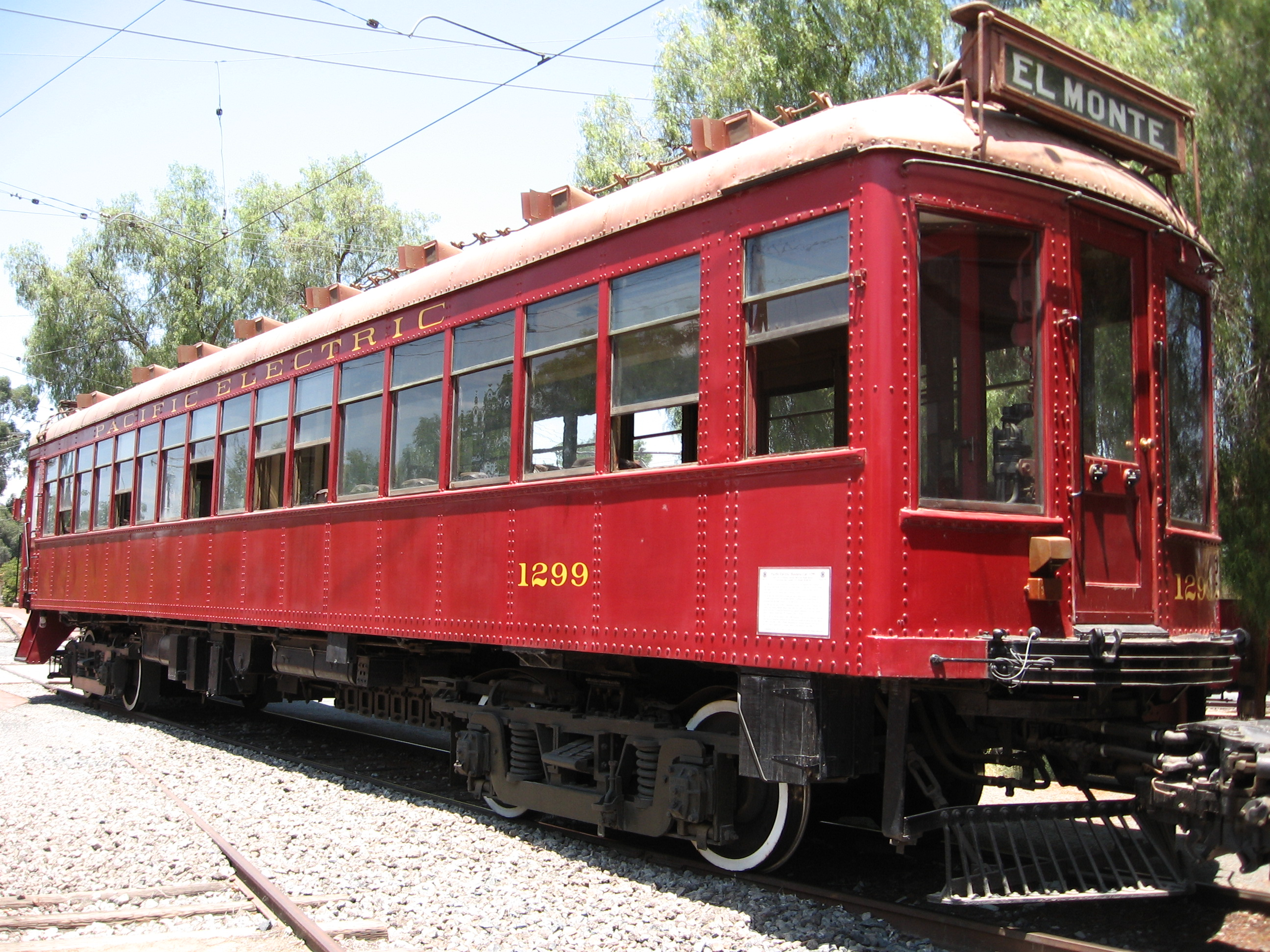
Wagon tramwajowy, który należał do sieci Pacific Electric Railway
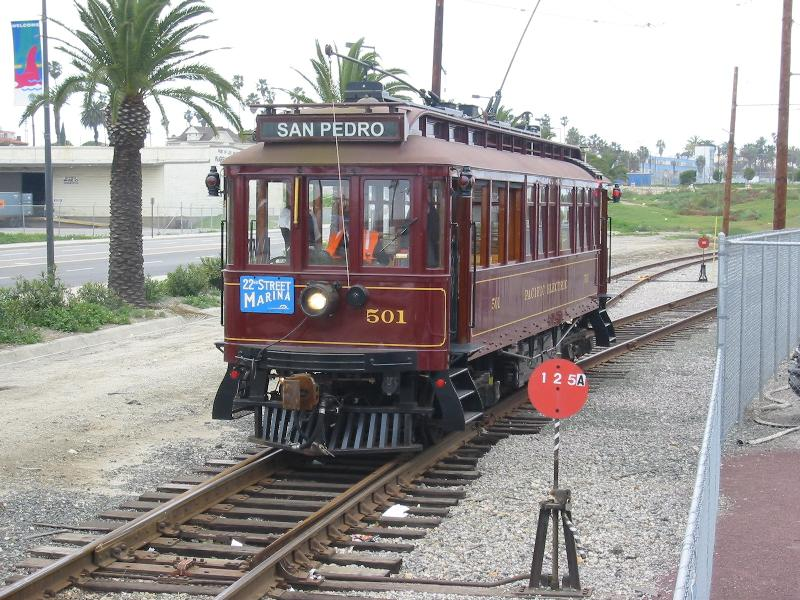
Tramwaj obsługujący linię Port of LA Waterfront Red Car Line w San Pedro